# Lokomotiw Duszanbe
Lokomotiw Duszanbe (tadż. Клуби футболи «Локомотив» Душанбе) – tadżycki klub piłkarski, mający siedzibę w stolicy kraju, Duszanbe.

## Historia
Chronologia nazw:
- 1999: Lokomotiw Duszanbe (ros. «Локомотив» Душанбе)

Piłkarski klub Lokomotiw został założony w miejscowości Duszanbe w 1999 roku. W Lokomotiw zespół debiutował w rozgrywkach Wyższej Ligi Tadżykistanu. W debiutowym sezonie zajął 11. miejsce w końcowej klasyfikacji. W 2000 roku zajął ostatnie 10. miejsce i spadł do Pierwszej Ligi. Następnie kontynuował swoje występy w niższych ligach Mistrzostw. 20 września 2012 klub został zdyskwalifikowany z rozgrywek Pierwszej Ligi.

## Sukcesy

### Trofea międzynarodowe
Nie uczestniczył w rozgrywkach azjatyckich (stan na 31-12-2015).

### Trofea krajowe
| \| \| Zdobyte trofea w rozgrywkach Tadżykistanu (stan na: 31-12-2015) \| |                                                                 |      |          |
| Rozgrywki                                                                | Osiągnięcie                                                     | Razy | Sezon(y) |
| Mistrzostwo                                                              | I miejsce                                                       | 0    |          |
| Mistrzostwo                                                              | II miejsce                                                      | 0    |          |
| Mistrzostwo                                                              | III miejsce                                                     | 0    |          |
| Mistrzostwo                                                              | 10. miejsce                                                     | 1    | 2000     |
| Puchar                                                                   | zdobywca                                                        | 0    |          |
| Puchar                                                                   | finalista                                                       | 0    |          |
| II liga                                                                  | I miejsce                                                       | 0    |          |
| II liga                                                                  | II miejsce                                                      | 0    |          |
| II liga                                                                  | III miejsce                                                     | 0    |          |
| II liga                                                                  | 9. miejsce                                                      | 1    | 2009     |
| Tadżykistan                                                              | Zdobyte trofea w rozgrywkach Tadżykistanu (stan na: 31-12-2015) |      |          |

## Stadion
Klub rozgrywa swoje mecze domowe na stadionie Lokomotiw w Duszanbe, który może pomieścić 2 000 widzów.